# Ghiacciaio Clio
Il ghiacciaio Clio è un piccolo e ripido ghiacciaio lungo circa 1,6 km situato nella regione centro-occidentale della Dipendenza di Ross, in Antartide. Il ghiacciaio, il cui punto più alto si trova a circa 1600 m s.l.m., si trova in particolare nella zona orientale della dorsale Olympus, dove fluisce verso nord-est, partendo dal versante orientale della cresta Eurus e scorrendo lungo il versante meridionale della valle Victoria, senza però arrivare sul fondo della valle ma alimentando, durante il suo scioglimento estivo, i laghi glaciali situati sul fondo di questa.

## Storia
Il ghiacciaio Clio è stato mappato dalla squadra occidentale della spedizione Terra Nova, condotta dal 1910 al 1913 e comandata dal capitano Robert Falcon Scott, ma è stato così battezzato solo in seguito dal Comitato neozelandese per i toponimi antartici in associazione con il nome della dorsale Olympus: nella mitologia greca, infatti, Clio era la Musa della storia.